# Guntur

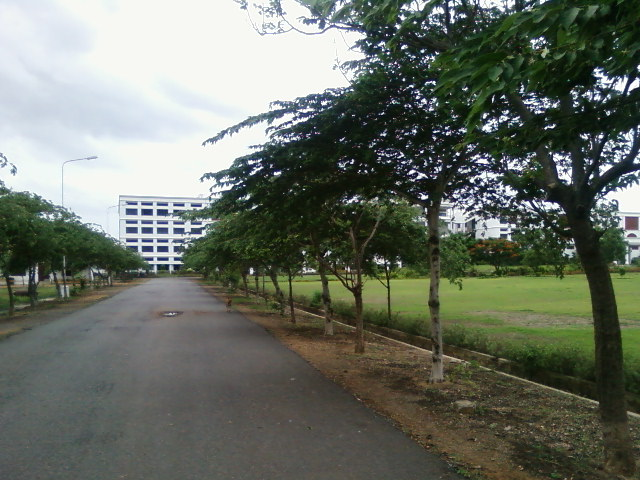
Carrer al Medical College, Guntur

Guntur (Telugu: గుంటూరు, urdú: گنٹور, hindi: गुंटूर) és una ciutat i municipalitat de l'Índia a l'estat d'Andhra Pradesh. La població al cens del 2001 era de 514.707 habitants i actualment s'estima en 818.330 persones i 1.028.667 habitants comptat l'aglomeració urbana. És capital del districte de Guntur. Està situada a 16° 12′ N, 80° 16′ E / 16.20°N,80.27°E.

## Història
Vegeu: Districte de Guntur